# Bietingen (przystanek kolejowy)
Bietingen – przystanek kolejowy w Bietingen (gmina Gottmadingen), w kraju związkowym Badenia-Wirtembergia, w Niemczech. Między stacją Bietingen a Thayngen przebiega granica niemiecko-szwajcarska.
Na stacji zatrzymują się pociągi RegionalExpress oraz S-Bahn Zürich (linia S22 Bülach – Szafuza– Singen).
| Bietingen                 |  |                                |
| Linia Hochrhein           |  |                                |
| Thayngenodległość: 2,6 km |  | Gottmadingen odległość: 2,9 km |